# Sestra muzikanta
Sestra muzikanta (Сестра музыканта) è un film del 1971 diretto da Pavel Osipovič Chomskij e Isidor Osipovič Chomskij.

## Trama
Il film è ambientato negli anni '70. Il film racconta la vita degli studenti delle scuole superiori.